# فینکورماکوس
فینکورماکوس (به انگلیسی: Fincormachus) یکی از پادشاهان اسکاتلند بود که از ۳۰۴ تا ۳۵۱ میلادی فرمانروایی کرد.